# Prumnopitys harmsiana
Espèce
Synonymes
- Podocarpus harmsianus Pilg.[1]
- Podocarpus utilior Pilg.[1]
- Prumnopitys utilior (Pilg.) Melikyan & A.V.Bobrov[1]
- Stachycarpus harmsiana (Pilg.) Gaussen[1]
- Stachycarpus utilior (Pilg.) Gaussen[1]

Statut de conservation UICN

 NT  : Quasi menacé
Prumnopitys harmsiana est une espèce de plantes conifère de la famille des Podocarpaceae.

## Publication originale
- Blumea 24(1): 190. 1978.